# Albert Edward Walters
Albert Edward Walters (* 3. April 1870 in London; † 20. Februar 1956) war ein britischer Radrennfahrer.

## Sportliche Laufbahn
Walters war im Bahnradsport und im Straßenradsport aktiv und fuhr vor allem Steherrennen. 1892 wurde er Mitglied im „Old Tenisonians Cycling Club“ und begann mit dem Radsport. Als Amateur wurde er 1894 Dritter der nationalen Meisterschaft über 50 Meilen. 1895 wurde er Berufsfahrer. 1899 gewann er die zweite Austragung des Goldenen Rades von Berlin auf der Bahn in Berlin-Friedenau. Ebenfalls 1899 belegte er bei den Europameisterschaften im Steherrennen den zweiten Platz hinter seinem Landsmann Arthur Adalbert Chase. Mit dem Bol d’Or in Paris gewann er in jener Saison das längste Bahnrennen jener Zeit. Es führte über 24 Stunden. Walters fuhr auch Tandemrennen mit Arthur Adalbert Chase und Émile Bouhours als Partner. 
Bei den Olympischen Sommerspielen 1900 in Paris startete er in einigen Rahmenwettbewerben für Berufsfahrer. Im Steherrennen über 100 Kilometer wurde er Zweiter hinter Edouard Taylor. Bei dem im olympischen Rahmen ausgetragenen Bol d’Or kam er auf den 6. Platz. Auf der Straße gewann er 1900 das Eintagesrennen Paris–Dijon.

## Berufliches
Mit seinem Bruder eröffnete noch während seiner Karriere als Sportler ein Modegeschäft in der Regent Street in London.